# Cocineros sin estrella
Cocineros sin estrella fue un programa de televisión gastronómico, producido por Xanela Producciones en colaboración con Mediaset España, para su emisión en Telecinco desde el 18 de noviembre de 2012. Este formato consistió en recorrer distintos puntos de España para mostrarle al espectador la gastronomía más popular de cada rincón del país así como la degustación de los mejores platos elaborados por los chefs de cocina tradicional.

## Historia
El 12 de enero de 2012 se dio a conocer la noticia de que el grupo Mediaset España preparaba un formato sobre la gastronomía española y que fue encargado a la productora a través de José Ribagorda, presentador de Informativos Telecinco. Ribagorda debuta en solitario con un programa propio —creado por él mismo y basado en su blog personal— y lo compaginará así con su trabajo de presentador en los noticiarios de la cadena.
El presentador, a través de su blog personal en la web de la cadena, publicó el 13 de enero de 2012 un artículo sobre su nuevo programa de gastronomía tradicional española para la misma empresa en la que trabaja. En él comento que «durante ésta semana iniciaré con ilusión un proyecto para Mediaset». Por otro lado, dio a conocer el que sería el título oficial del programa y además dijo que «se trata de un programa que he decidido llamar “Cocineros sin estrella” y con el que pretendo homenajear a todos los cocineros del país... ellos son un verdadero exponente de la gastronomía y no han tenido el reconocimiento público que se merecen».
En septiembre de 2012, durante el IV FesTVal de Televisión y Radio de Vitoria-Gasteiz se desveló que el programa se estrenaría en Telecinco el próximo mes de octubre. También se habló en un primer momento que en el primer capítulo conociéramos a Doña Amparo, una cocinera que durante más de 40 años ha deleitado con sus manjares a sus clientes de la taberna Ciriaco, sin embargo la primera entrega estuvo dedicada a Barbate, localidad gaditana famosa por sus atunes.
El martes 13 de noviembre de 2012, Manuel Villanueva, director de Contenidos de Mediaset, anunció durante la rueda de presentación del programa que, Cocineros sin estrella se estrenaría en Telecinco el domingo 18 del mismo mes y año. La rueda de prensa tuvo lugar en Casa Ciriaco, la centenaria taberna madrileña ubicada junto a la Catedral de la Almudena en el que suele servir cocina típica de la ciudad.

## Equipo técnico
La producción del programa corría a cargo de Xanela Producciones, compañía capitaneada por Ángel Baviano, exdirector de Pasapalabra. El espacio fue una idea original de José Ribagorda, conocido presentador de Informativos Telecinco que debutó en solitario al frente de la conducción de Cocineros sin estrella.

### Presentador
José Ribagorda.

### Rodaje
Ribagorda, a través de su blog personal en la web de Telecinco, publicó el 13 de enero de 2012 un artículo sobre su nuevo programa gastronómico tradicional español para la misma empresa en la que trabaja. En él comento que «durante ésta semana iniciaré con ilusión un proyecto para Mediaset». El primer programa se grabó en la taberna de Doña Amparo, la Casa Ciriaco de Madrid. La cocinera preparó el plato más emblemático de la casa, pollo en pepitoria y por otro lado, dio a conocer la historia de la taberna y de sus actuales propietarios.
Por otro lado, el presentador justificó que «Han sido cinco meses de duro rodaje, en los que no os niego que ha habido momentos para el disfrute, pero que os puedo asegurar que han sido los menos. Se han recorrido más de dieciocho mil kilómetros por casi toda la geografía española y alrededor de quinientas horas de grabación para acercaros a quince auténticos profesionales de la mejor gastronomía de nuestro país. Os hablo de cocineros con muchos años de oficio que velan, como nadie, de platos y de productos que en muchos casos estas mismas personas están contribuyendo a sobrevivir».
El programa consta de quince entregas para 15 desconocidos profesionales de la restauración. Durante cinco meses, de diciembre de 2011 a abril de 2012, el equipo del programa se desplazó por diferentes puntos de la geografía española (Andalucía, Asturias, Castilla-La Mancha, Castilla y León, Cataluña, Comunidad de Madrid, Comunidad Valenciana, Extremadura, Galicia, La Rioja, Navarra y País Vasco) en busca de los mejores chefs de cada región. En cada entrega incluye una receta representativa del cocinero que protagoniza el programa.

## Destinos culinarios
| Programas | Emisión                 | País   | Destino              | Restaurante           | Chef                  | Receta (Plato gastronómico)                      |
| --------- | ----------------------- | ------ | -------------------- | --------------------- | --------------------- | ------------------------------------------------ |
| 1         | 18 de noviembre de 2012 | España | Barbate              | “El Campero”          | Pepe Melero           | Guiso de atún Atún en adobo, atún encebollado    |
| 2         | 25 de noviembre de 2012 | España | Jiménez de Jamuz     | “El Capricho”         | José Gordón           | Chuletón de buey                                 |
| 3         | 2 de diciembre de 2012  | España | Ezcaray              | “Echaurren Tradición” | Marisa Sánchez        | Caparrones con chorizo Croquetas                 |
| 4         | 9 de diciembre de 2012  | España | Arenys de Mar        | “Hispània”            | Paquita y Lola Rexach | Suquet de pescado                                |
| 5         | 23 de diciembre de 2012 | España | Campaspero           | “Mannix”              | Marco Antonio García  | Lechazo asado                                    |
| 6         | 30 de diciembre de 2012 | España | Rías Bajas           | “d'Berto”             | Alberto Domínguez     | Mariscos de gran tamaño Empanada de centollo     |
| 7         | 6 de enero de 2013      | España | Villacañas           | “Montes”              | Loli Montes           | Gachas con harina de almorta                     |
| 8         | 13 de enero de 2013     | España | Madrid               | “Casa Ciriaco”        | Amparo Muñoz          | Gallina en pepitoria                             |
| 9         | 20 de enero de 2013     | España | Extremadura          | “El Rinconcillo”      | Antonio Parra         | Presa ibérica con boletus Torta de la serena     |
| 10        | 27 de enero de 2013     | España | País Vasco           | “Elkano”              | Pedro Arregui         | Anchoas del cantábrico Talo                      |
| 11        | 3 de febrero de 2013    | España | Asturias             | “Casa Chema”          | Joaquina Rodríguez    | Fabada Arroz con leche                           |
| 12        | 10 de febrero de 2013   | España | Valencia de Don Juan | “Roxi”                | Carolina Rubio        | Manitas de lechazo guisadas                      |
| 13        | 17 de febrero de 2013   | España | Tudela               | “33”                  | Ricardo Gil           | Espárragos asados al horno                       |
| 14        | 24 de febrero de 2013   | España | Sevilla              | “Alhucemas”           | Miguel Palomo         | Pescado frito Aceitunas de mesa Tortas de aceite |
| 15        | 3 de marzo de 2013      | España | Pinoso               | “Paco Gandía”         | Josefa Navarro        | Arroz                                            |

## Episodios y audiencias
| Programa | Título                              | Día de emisión          | Audiencia      |
| -------- | ----------------------------------- | ----------------------- | -------------- |
| 1        | Cádiz (Barbate)                     | 18 de noviembre de 2012 | 567 000 (8,3%) |
| 2        | León (Astorga)                      | 25 de noviembre de 2012 | 463 000 (7,4%) |
| 3        | La Rioja (Ezcaray)                  | 21 de diciembre de 2012 | 379 000 (6,1%) |
| 4        | Barcelona (Arenys de Mar)           | 9 de diciembre de 2012  | 413 000 (5,3%) |
| 5        | Valladolid (Campaspero)             | 23 de diciembre de 2012 | 321 000 (6,3%) |
| 6        | Pontevedra (O Grove)                | 30 de diciembre de 2012 | 332 000 (6,1%) |
| 7        | Toledo (Villacañas)                 | 6 de enero de 2013      | 400 000 (6,0%) |
| 8        | Comunidad de Madrid (Madrid)        | 13 de enero de 2013     | 286 000 (4,2%) |
| 9        | Badajoz (Monesterio)                | 20 de enero de 2013     | 407 000 (6,3%) |
| 10       | Guipúzcoa (Getaria)                 | 27 de enero de 2013     | 352 000 (5,3%) |
| 11       | Principado de Asturias (Oviedo)     | 3 de febrero de 2013    | 431 000 (7,2%) |
| 12       | León (Valencia de Don Juan)         | 10 de febrero de 2013   | 224 000 (3,5%) |
| 13       | Comunidad Foral de Navarra (Tudela) | 17 de febrero de 2013   | 295 000 (4,7%) |
| 14       | Sevilla (Sanlúcar la mayor)         | 24 de febrero de 2013   | 344 000 (5,1%) |
| 15       | Alicante (Pinoso)                   | 3 de marzo de 2013      | 332 000 (5,4%) |

## Datos de audiencias
- Récord de share: programa estrenado el domingo 18 de noviembre de 2012, con un 8,3%.
- Récord de espectadores: programa estrenado el domingo 18 de noviembre de 2012, con 567.000 espectadores.
- Mínimo share: programa emitido el domingo 10 de febrero de 2013, con un 3,5%.
- Mínimo de espectadores: programa emitido el domingo 10 de febrero de 2013, con 224.000 espectadores.

## Productos derivados

### Libro de recetas
El 23 de octubre de 2012, un mes antes de emitirse dicho programa, Grupo Planeta lanzó al mercado «Cocineros sin estrella: Un recorrido gastronómico por los mejores restaurantes aún por descubrir» el libro de recetas de José Ribagorda.

## Audiencia media de todas las ediciones
Estas han sido las audiencias de las temporadas del programa Cocineros sin estrellas.
| Edición                                    | Fecha       | Cadena    | Espectadores | Share |
| ------------------------------------------ | ----------- | --------- | ------------ | ----- |
| Cocineros sin estrellas: Primera temporada | 2012 - 2013 | Telecinco | 370 000      | 5,8%  |